# Ибрагимова, Зайнаб Рустамовна
Зайнаб Рустамовна Ибрагимова (6 июня 1995) — российская и узбекская футболистка, полузащитница белорусского клуба «Днепр-Могилёв».

## Биография
Воспитанница пермского футбола. С начала 2010-х годов выступала за младшие команды клуба «Звезда-2005» (Пермь). В чемпионатах Пермского края, играя за «Звезду-2» и «Академию», забивала в среднем более гола за игру, а в одном из матчей забила 8 голов. Участвовала в играх первого дивизиона России в составе «Звезды-М», в том числе в финальных турнирах. В 2020 году стала бронзовым призёром первого дивизиона. За основной состав «Звезды» не играла в официальных матчах.
Также выступала в мини-футболе. Принимала участие в высшей лиге России в составе клуба «Краснокамск»/«Вихрь»/«Пермский край», сыграла не менее 21 матча и забила не менее 11 голов. Сделала «покер» в матче против екатеринбургского «Файтерс» (13:4) 23 февраля 2020 года. Стала бронзовым призёром Кубка России 2020 года. Также выступала в чемпионатах Пермского края по мини-футболу, где забила за разные команды около 100 голов.
В начале 2021 года присоединилась к вновь созданному клубу по большому футболу «Рубин» (Казань), проводящему свой дебютный сезон в высшем дивизионе России. Участница первого официального матча команды, 14 марта 2021 года против «Чертаново». В 2022 году перешла в чемпионат Белоруссии — играла сначала за «Зорка-БДУ», затем за «Днепр-Могилёв».